# Come fare l'Europa

Carlo Sforza (1872-1952)

"Come fare l’Europa" è il nome attribuito a un discorso pronunciato a Perugia, il 18 luglio 1948, dal Ministro degli esteri italiano Carlo Sforza, in qualità di rettore dell'Università per stranieri, nel quale l’uomo politico si dichiarò favorevole all'idea di un'Europa federale, da attuarsi per gradi, con la Germania in piano di parità con gli altri Stati.

## Presupposti
Carlo Sforza proveniva dalla carriera diplomatica, dalla quale si era dimesso con l’avvento del fascismo. Le sue posizioni politiche si erano formate allo scoppio della prima guerra mondiale, quando si collocò nelle file dell'interventismo democratico. La sua visione della guerra era conforme a quella mazziniana e risorgimentale, secondo cui il risveglio delle nazionalità oppresse avrebbe ineluttabilmente portato alla dissoluzione dell'Impero austro-ungarico. Per Sforza, tuttavia, le nazionalità avrebbero dovuto creare un ordinamento federativo europeo ancor più stretto della mazziniana Giovine Europa del 1834.
Nel 1919 fu nominato per la prima volta Ministro degli Esteri nel Governo Giolitti V. Costretto a emigrare in Francia per le persecuzioni del regime fascista (1927), rafforzò le proprie convinzioni sulla necessità dell'integrazione europea. Nel 1929 il Presidente del Consiglio francese Aristide Briand presentò una proposta di Stati Uniti d'Europa. In una conferenza sul tema alla Fondazione Universitaria di Bruxelles, Sforza si dichiarò favorevole all'eliminazione delle dogane e propose la libera disponibilità delle materie prime e la libera circolazione dei lavoratori all’interno della futura Unione. Nel libro The Makers of Modern Europe (1930) - che in Italia verrà tradotto col titolo di Costruttori e Distruttori - prese però in esame il fallimento della proposta Briand. Questi: «Non aveva abbastanza diffidato delle parole e delle formule che fatalmente erano intorno a lui messe in circolazione. La frase "Stati Uniti d'Europa" è un ostacolo all'idea. L'organizzazione dell'Europa appartiene a quel genere di avvenimenti la cui realizzazione embrionale deve precedere la enunciazione».

Con l’invasione nazista della Francia, Sforza si trasferì negli Stati Uniti d’America. Intervenne ai lavori del Congresso italo-americano, che si tenne dal 14 al 17 agosto 1942, a Montevideo,  presentando un programma in otto punti, che fu approvato dagli oltre 10.000 presenti. Esso comprendeva, tra l’altro, l'adesione dell'Italia a un sistema organizzato di cooperazione e solidarietà internazionale: 
Sforza ebbe la grande occasione di concretizzare i suoi ideali sovranazionali quando fu nominato per la seconda volta Ministro degli Esteri da Alcide De Gasperi che condivideva il suo europeismo. Durante la conferenza europea per l’accettazione del Piano Marshall, tenuta Parigi dal 12 luglio 1947, Sforza prese la parola due volte e, in entrambi i casi, dette al suo discorso un taglio eminentemente europeista. 
Nei mesi immediatamente precedenti al suo intervento all’Università di Perugia aveva presentato una proposta di Unione doganale italo-francese. Nelle sue intenzioni, tale Unione doganale doveva essere il primo embrione di una federazione europea, stante il perdurare dell’occupazione della Germania, da parte delle quattro potenze vincitrici e la salita al potere dei laburisti nel Regno Unito, contrari all’integrazione europea. Le riunioni bilaterali italo-francesi, peraltro, non sembravano giungere a risultati concreti.

## Passi principali del discorso

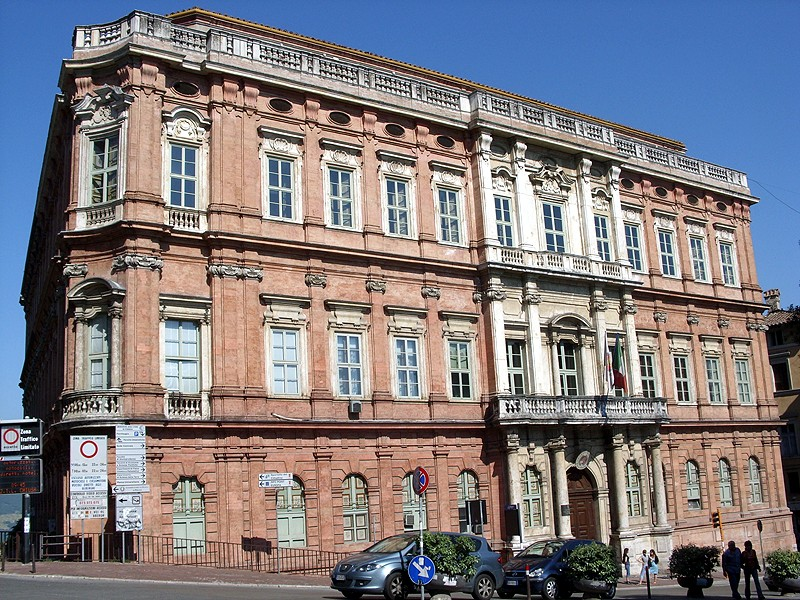
Palazzo Gallenga Stuart di Perugia, la sede dell'ateneo ove fu pronunciato il discorso.

In apertura del discorso, Sforza si ritiene lieto di poter parlare di fronte a un consesso culturale e non nelle stanze politiche di Palazzo Madama o di Montecitorio. Di fronte ai presenti, infatti, può esprimere liberamente il proprio pensiero senza vincoli o preoccupazioni di natura politica. Entra poi nel merito ritenendo imminente il sorgere dell'Unione europea.
Proseguendo, l’oratore esprime il concetto che il progressivo emanciparsi degli Stati Uniti dal tradizionale modo di vivere europeo, costringe gli europei stessi a considerarsi figli di una patria comune. Parimenti la fine del colonialismo, affrettata dalle guerre mondiali, non può che condurre, secondo il ministro, all’unità dell’Europa, quanto meno per interesse.

L’interesse per un’Unione europea, secondo l’oratore è vantaggioso soprattutto per l’Italia. 
Proseguendo:

Carlo Sforza ed Alcide De Gasperi

Sforza dichiara di accogliere la soluzione federativa per il futuro dell’Europa, non mancando di far rilevare con orgoglio di italiano che tale soluzione sia stata proposta nel Manifesto di Ventotene dagli oppositori al fascismo ivi confinati.
Ribadisce inoltre i concetti già sostenuti in passato per quanto riguarda i motivi del fallimento del piano di Aristide Briand concernente gli Stati Uniti d'Europa.
Sforza ritiene indispensabile, per la pace europea, offrire alla Germania di sedersi su un piano di parità con gli altri paesi in un consesso federale europeo
Prosegue ancora ribadendo la dannosità delle barriere doganali tra gli Stati del continente e l'indispensabile necessità di eliminarle per la crescita del livello di vita degli europei.
Conclude infine con una citazione ottimistica, ritenendo che l'integrazione europea sia scritta nel corso della storia.

## Reazioni e conseguenze

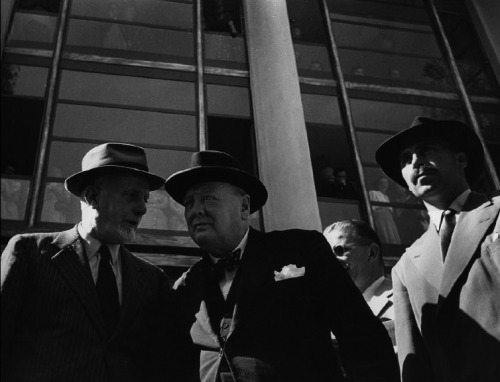
Sforza con Winston Churchill a Strasburgo nel 1950

Il discorso di Sforza a Perugia destò particolare impressione in molti ambienti ma in particolare in Francia. Sforza prese la palla al balzo e, il 24 ottobre 1948, inviò un memorandum al governo francese, nel quale confermò la propria opinione che soltanto gli ideali di organica intesa e di interdipendenza europea avrebbero potuto salvare la pace e la democrazia nel mondo; ribadì inoltre: a) la necessità di graduare il processo di unificazione europea, partendo da premesse economiche, per arrivare ad una collaborazione politica; b) auspicò la trasformazione dell'OECE in un organismo permanente dei 16 Stati europei aderenti; c) propose la creazione di una corte di giustizia europea. 
Il 27 ottobre successivo, inviò un secondo memorandum a tutti i paesi dell'OECE, esprimendo gli stessi concetti. Le idee del ministro italiano e quelle espresse da altri uomini politici europei al Congresso europeo dell'Aja (7-11 maggio 1948) furono sintetizzate nel Piano Bevin, che il ministro britannico presentò alle cancellerie europee il 1º dicembre 1948. 
Tale piano concepiva come catalizzatore di tutti i progetti di unione europea la creazione di un Consiglio d'Europa, con funzioni consultive, ma dotato di un segretariato generale. Era nato il primo organismo europeo con il compito di riunire almeno una volta all'anno i governi degli stati aderenti, per discutere in comune dei problemi politici europei. Il 5 maggio 1949, l'Italia fu accolta tra i 10 Stati fondatori del Consiglio d'Europa.
Ciò indusse il Ministro degli Esteri francese Robert Schuman a rilanciare sul progetto di unione doganale italo-francese proposto da Sforza e, il 9 maggio 1950, rilasciando la Dichiarazione Schuman propose la creazione di una "comunità del carbone e dell'acciaio" con la quale Francia, Italia, paesi del Benelux e Repubblica Federale Tedesca avrebbero messo in comune la gestione di tali risorse strategiche. 